# Горни-Манастирець
Горни-Манастирець (мак. Горни Манастирец) — село в Північній Македонії общині Македонський Брод, у регіоні Поріччя, поблизу міста Македонський Брод.

## Походження назви
Назва села походить від монастиря, що розташований над селом.

## Географія та розташування

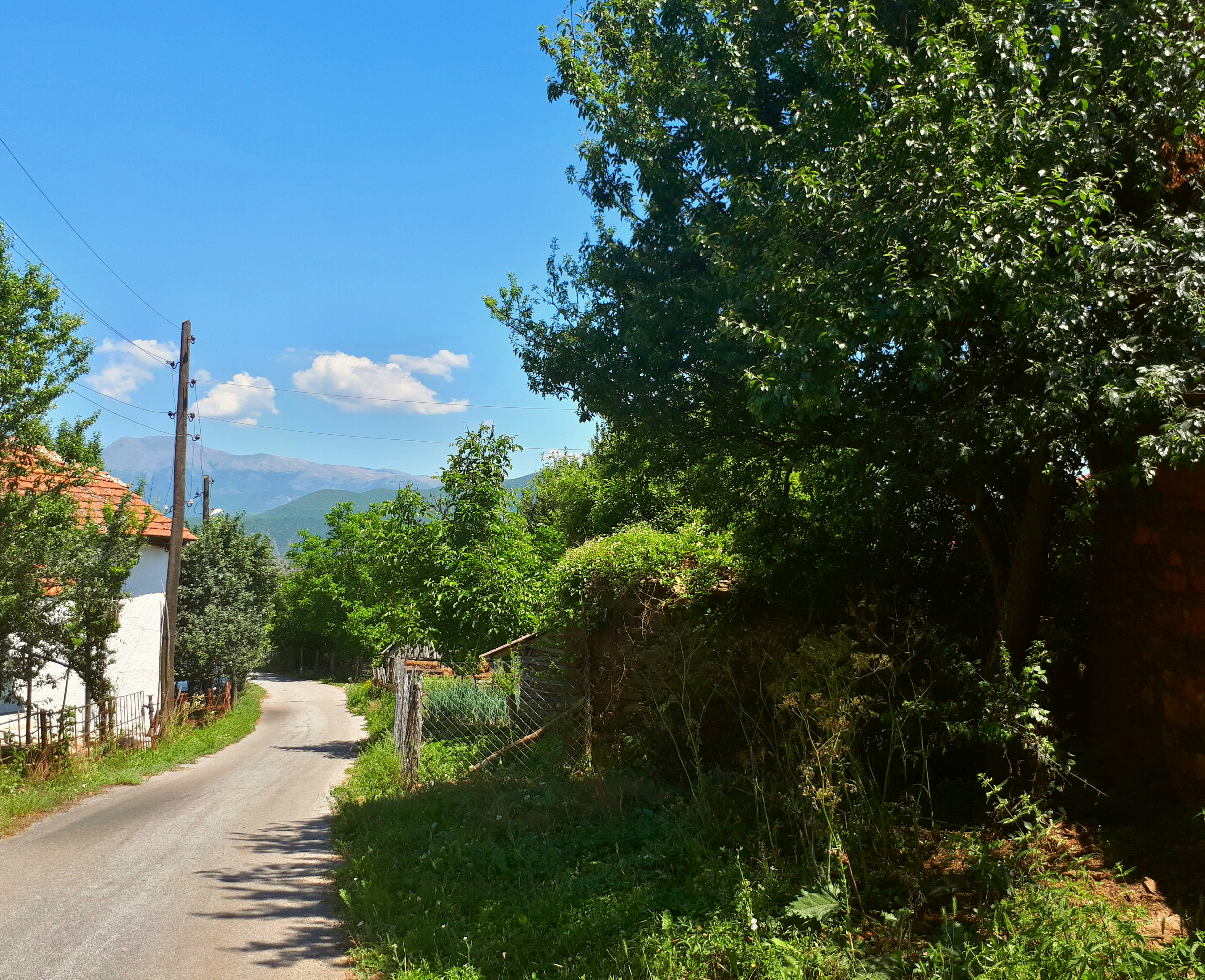
Окремий мікрорайон Васильківці, розташований по дорозі на Томино-Село

Село розташоване в районі Поріччя, в північній частині території общини Македонський Брод, на лівому березі річки Треска. Село горбисте, на висоті 600 метрів. Відстань до міста Македонський Брод становить 30 км.
Має велику площу, яка займає площу 18,6 км2 . Тут переважають ліси на площі 1270,3 га, рілля становить 188,3 га, пасовища – 76,2 га. 
Село складається з кількох мікрорайонів: Старе Село, Нове Село, Мале Село та Васильківці.

## Історія
У XIX столітті Горний-Манастирець — село в нахії Поречка Кичевської кази Османської імперії .
6 січня 1912 року (Різдвяний вечір) болгарські війська вбили 103 жителів регіону Поріччя, тіла яких були скинуті в районі «Дервішська нива», тому подія відома як різанина в Дервішці. Пізніше під Порічанським монастирем було споруджено меморіал.

## Економіка
Село має сільськогосподарсько-лісогосподарську функцію.

## Населення
За даними Василя Кньчова (" Македонія. Етнографія і статистика ") від 1900 року в селі Манастирець (Горни і Дольни разом) налічувалося 410 жителів, усі македонці.  За даними секретаря Болгарського екзархату Димитра Мішева («La Macedoine et sa Population Chrétienne») у 1905 році в Манастирці (Горні та Долні разом) було 480 жителів.
Село невелике і в 1961 році мало 214 мешканців, тоді як у 1994 році воно зменшилося до 21 жителя. Населення македонське. 
Згідно з переписом населення 2002 року, у селі Горни-Манастирець проживало 19 жителів, усі македонці. Шаблон:Пописи
| Рік       | 1900 | 1905 | 1948 | 1953 | 1961 | 1971 | 1981 | 1991 | 1994 | 2002 |
| --------- | ---- | ---- | ---- | ---- | ---- | ---- | ---- | ---- | ---- | ---- |
| Населення | 410  | 480  | 255  | 253  | 214  | 136  | 65   | 34   | 21   | 19   |

Джерело за 1948-2002 р.: Државен завод за статистика на Република Македонија.

### Роди
Горни-Манастирець – це македонське православне село. Село складається з чотирьох мікрорайонів: Старе Село, Нове Село, Мале Село та Васильківці. У селі є родини корінних жителів та переселенців.
Сім’ї в Старому Селі: Гюрчевці (4 сім’ї), Данковці (4 сім’ї) і Мілошевці (2 сім’ї).Є корінними родинами, Мілошевці тричі переїжджали до Модріште та поверталися.
Сім'ї в Новому Селі: Вельковці (13 сімей), Учумовці (5 сімей), Митревці (10 сімей), Бунташевці (6 сімей) і Веселиновці (1 родина), вони корінні, раніше жили в околиці Старого Села. Учумовці та Велковці – це один рід, Учумовці деякий час жили  Драгов-Долі. Митревці деякий час жили у регіонах Скоп'є та Тетово; Чкорлевці (2 к. ), іммігрував звідкись з околиць Шкодера.
У Малому Селі є роди: Кочовці (9 сімей), Жежовці (4 родини) і Кокаревці (4 родини), вони одна родина і є корінними, раніше жили в Старому Селі; Петковці (8 сімей) та Клішуровці (6 сімей), походять від спільного предка, який звідкись прийшов як домазет.
В околицях Васильківців є тільки рід Васильківці (8 сімей), засновник роду Василько походив з Охрида, поблизу Кочовців і залишився тут, одружився і заснував околицю.

## Самоврядування і політика

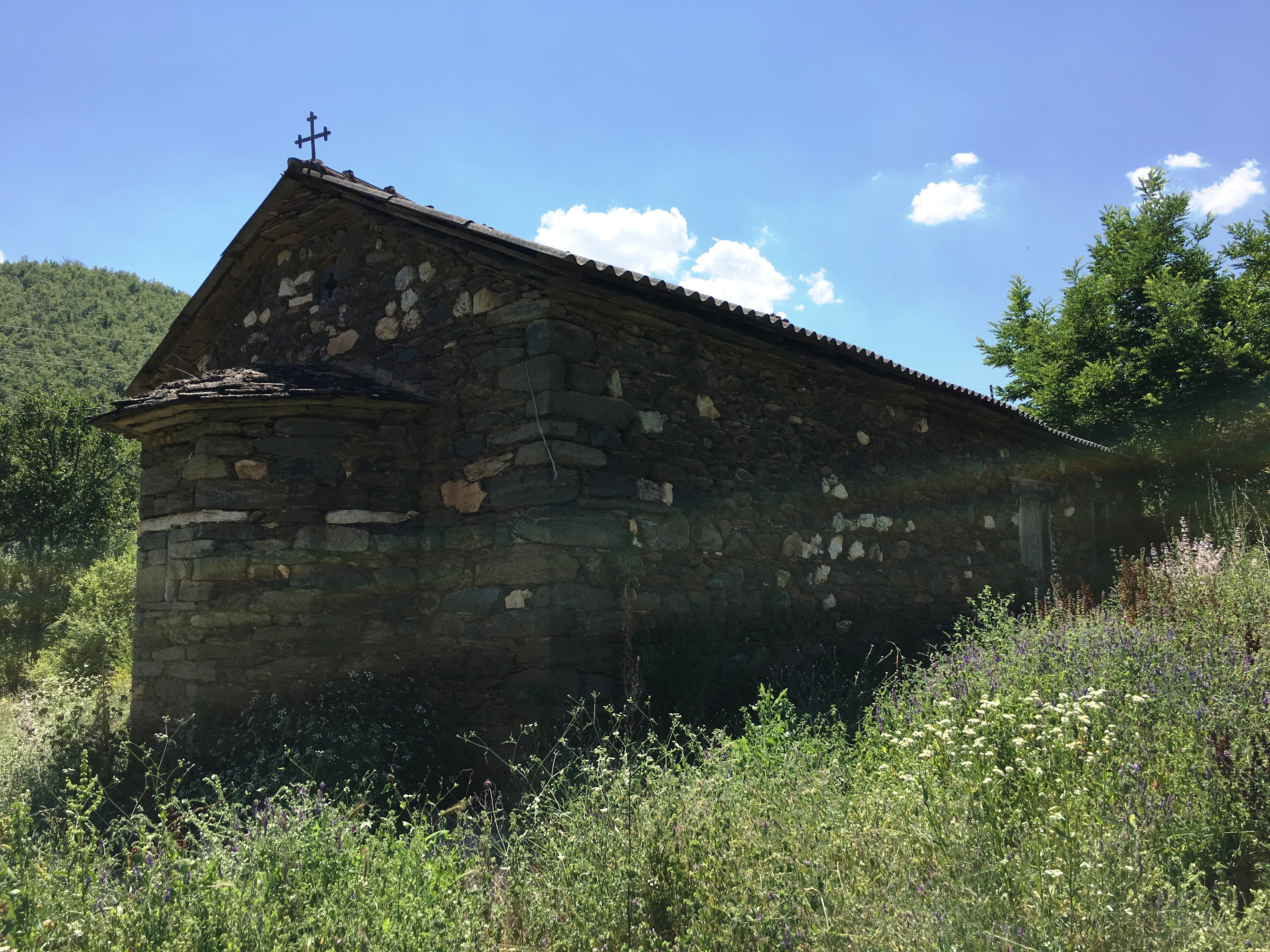
Головна сільська церква Пресвятої Богородиці

Село входить до складу общини Македонський Брод, яка змінена з новим територіальним поділом Македонії в 2004 році, і до неї приєднано колишню общину Самоков. У період з 1996 по 2004 рік село входило до складу колишнього муніципалітету Македонський Брод.
У період 1950-1952 років село було центром колишньої общини Манастирець, до складу якої входили села Горни-Манастирець, Долнни-Манастирець, Драгов Дол, Інче, Томіно-Село та Топольниця.
У період 1952-1955 років село входило до складу тодішньої общини Долни-Манастирець, в якому крім села Горни-Манастирець були села Горно Крусьє, Долни-Манастирець, Долно Крусьє, Драгов Дол, Слатіно, Томіно-Село та Топольниця.
У період 1955-1957 років село входило до складу тодішньої общини Манастирець.
У період 1957-1965 років село знаходилося в колишній общині Брод.
У період 1965-1996 років село знаходилося в межах великої общини Брод.

## Культурні та природні пам'ятки
Церкви 
- Церква Пресвятої Богородиці - головна сільська церква

Монастирі
- Поріцький монастир - середньовічний монастир, заснований у XII столітті

Меморіальні склепи
- Меморіальний склеп - костниця загиблим жителям сіл Поріччя в різанині біля Дервішки Ниви, здійсненій болгарською армією в 1912 році

## Галерея

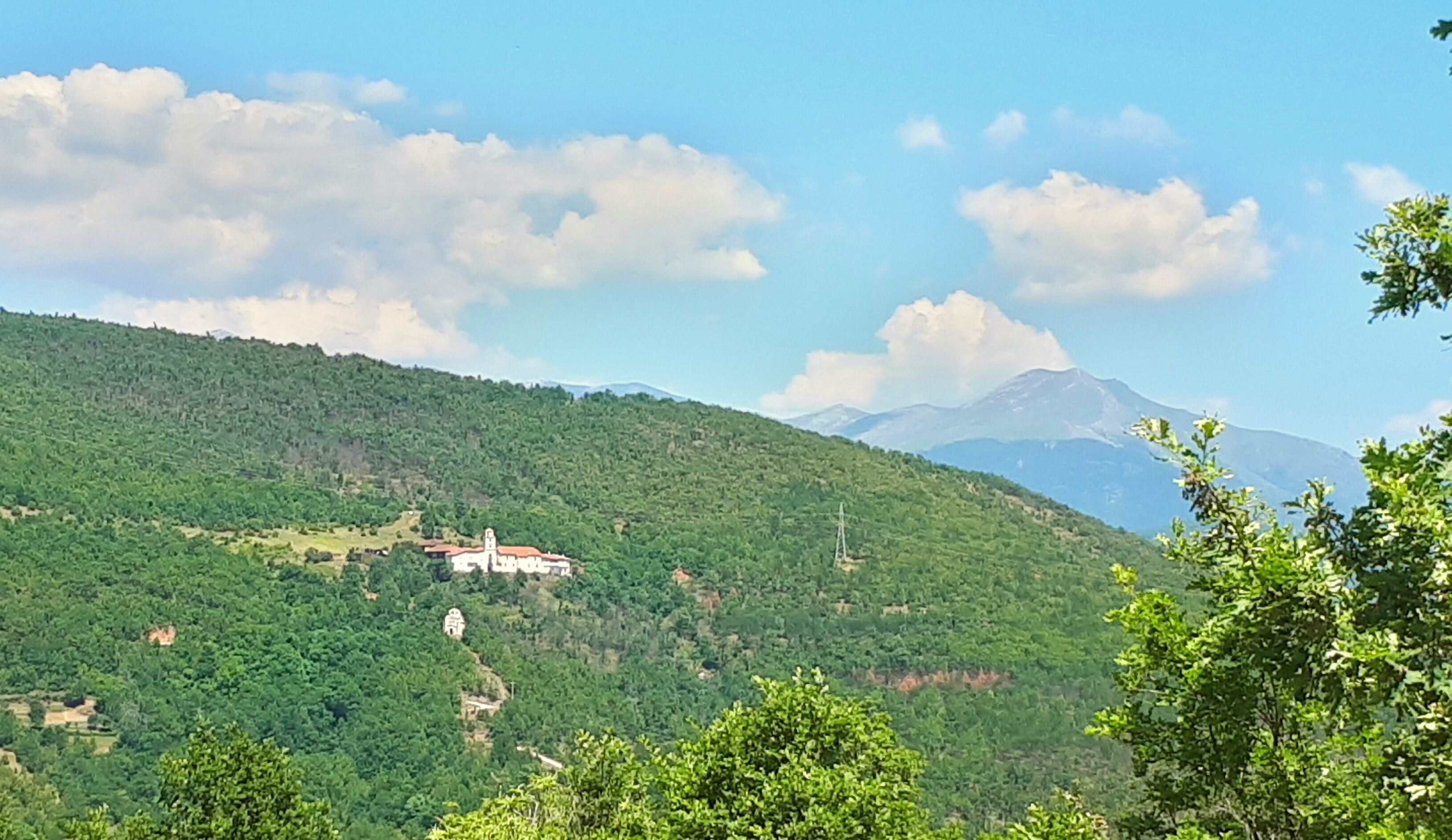
Віддалений вид на Поречецький монастир
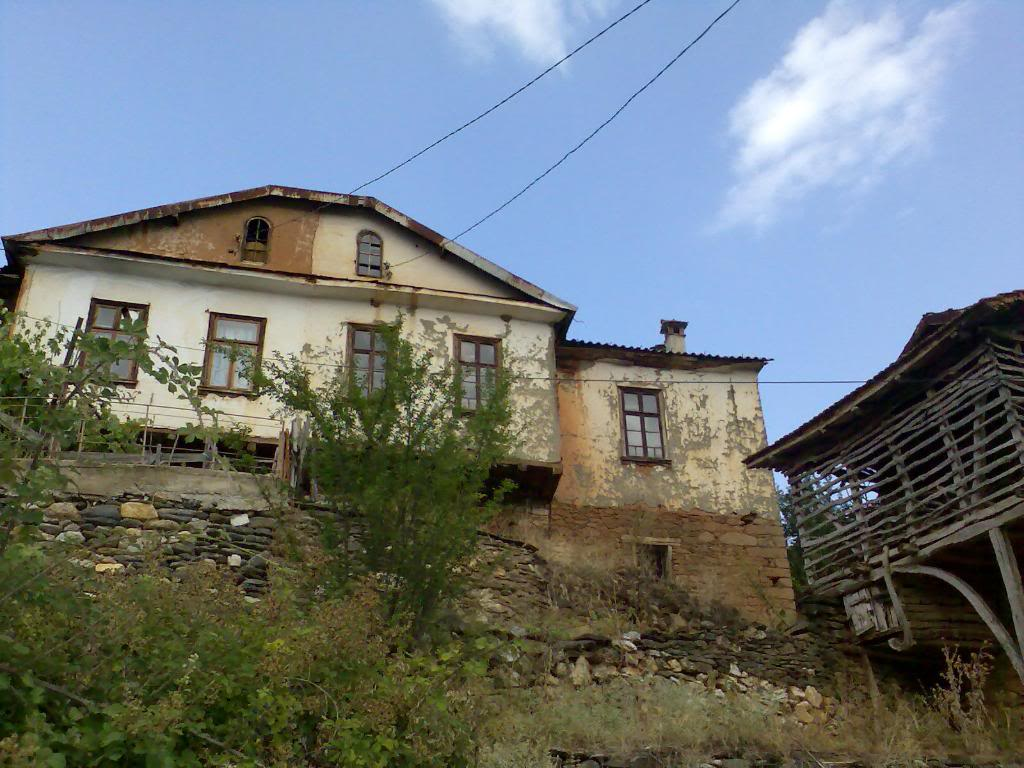
Старі будинки в селі
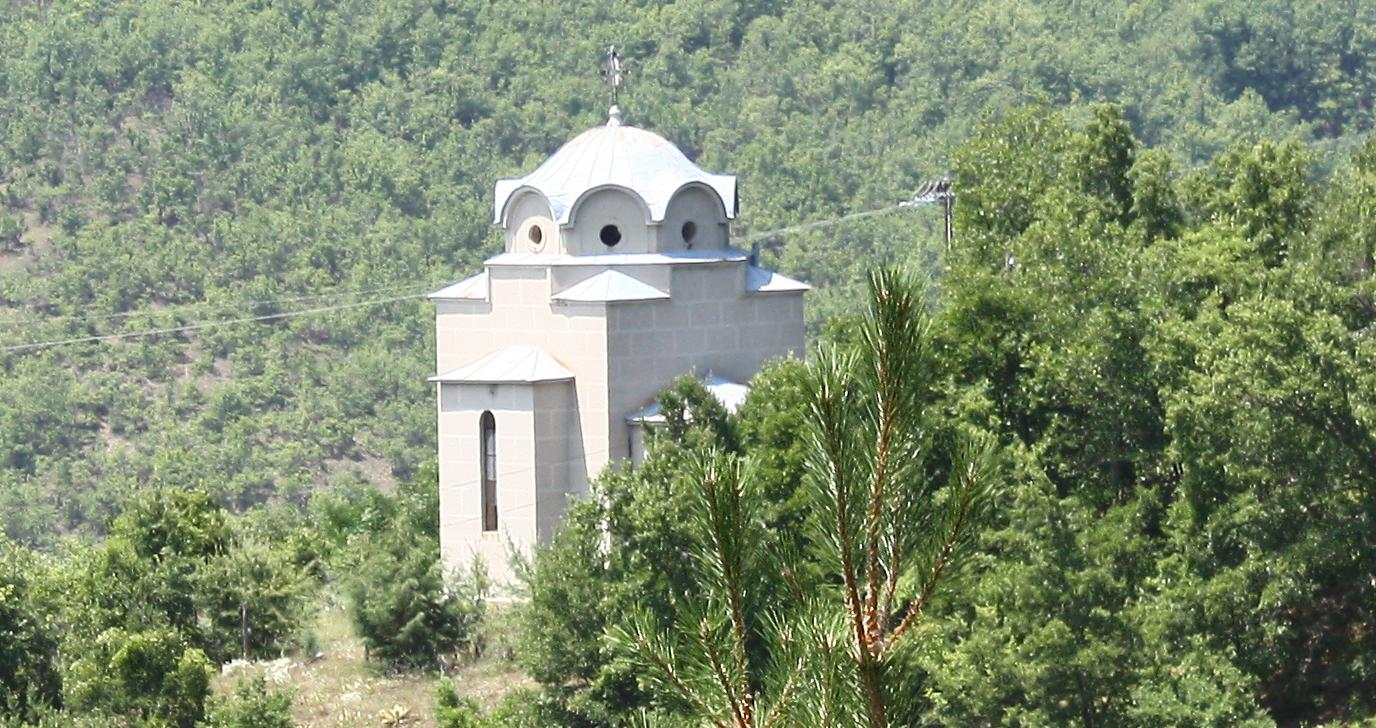
Меморіальна костниця під монастирем